# Tillandsia 'Bushfire'
Tillandsia 'Bushfire' es un  cultivar híbrido del género Tillandsia perteneciente a la familia  Bromeliaceae.
Es un híbrido creado en  el año 1998 con las especies Tillandsia geminiflora × Tillandsia stricta.